# Telegraph Media Group
El Telegraph Media Group (anteriormente Telegraph Group) es el propietario de The Daily Telegraph y The Sunday Telegraph. Es una subsidiaria de Press Holdings.  David y Frederick Barclay adquirieron el grupo en julio de 2004, después de meses de intensa licitación y demandas, de Hollinger Inc. de Toronto, Ontario, Canadá, el grupo de periódicos controlados por el hombre de negocios británico de origen canadiense Conrad Black.